# Henry Louis Gates, Jr.

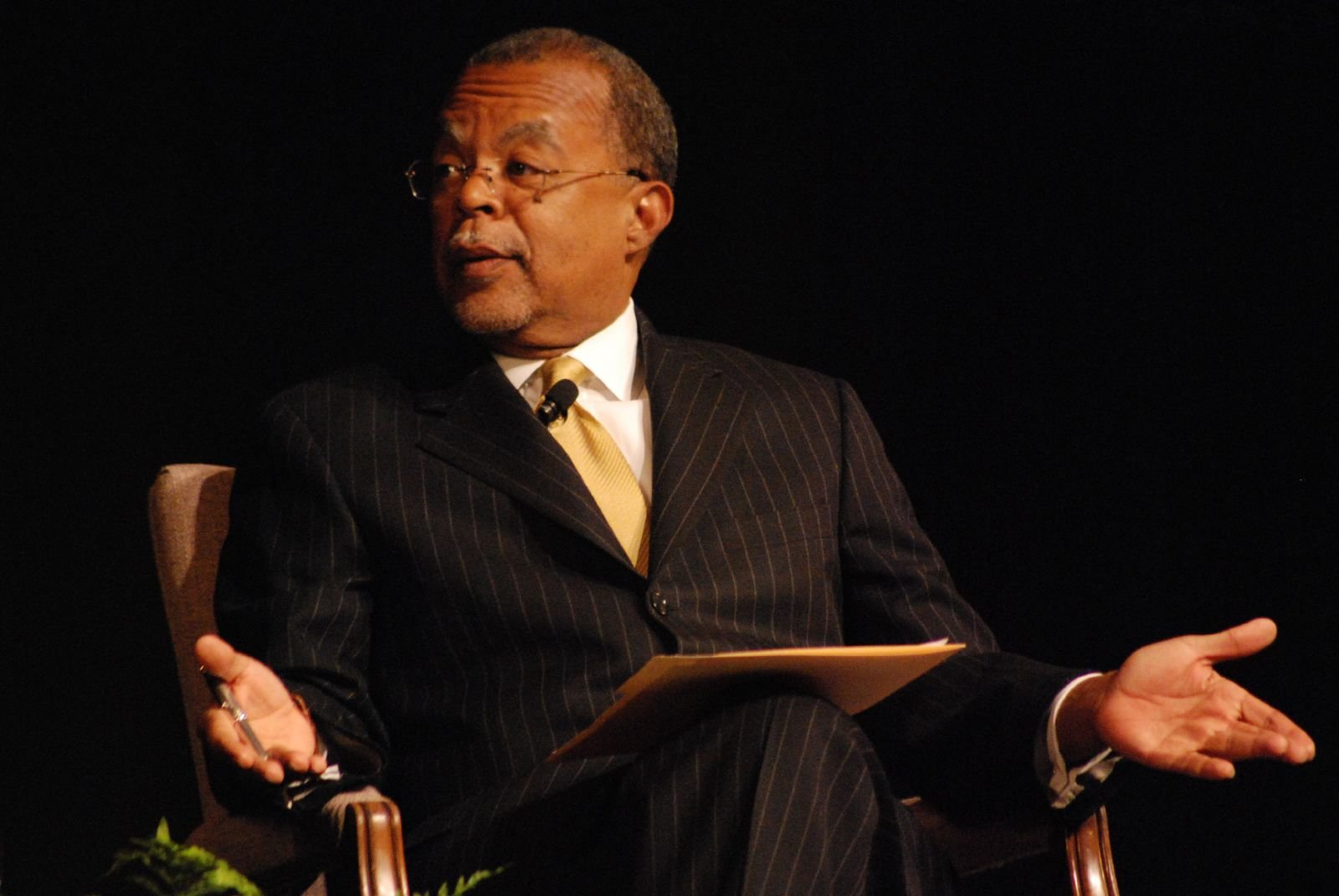
Henry Louis Gates 2007

Henry Louis „Skip“ Gates, Jr. (* 16. September 1950 in Piedmont, West Virginia) ist ein US-amerikanischer Literatur- und Kulturwissenschaftler. Er gilt als herausragender Vertreter der „African American studies“, der Erforschung der Geschichte und Kultur der schwarzen Amerikaner.

## Leben
Sein Studium der Geschichte schloss er 1973 in Yale mit dem B.A. ab. Mit einem Stipendium der Andrew W. Mellon Foundation setzte er sein Studium am Clare College der University of Cambridge im Fach Englische Literatur fort. 1979 beendete er sein Studium dort mit dem M.A. und dem Ph.D. in Englischer Sprache und wurde im selben Jahr Assistant Professor für Englisch und Afro-Amerikanische Studien in Yale. Aus dieser Zeit stammt eine enge Verbindung zu Wole Soyinka, den Gates als Mentor bezeichnet. Bis 1985 blieb er in Yale, zuletzt als Associate Professor, von 1985 bis 1990 lehrte er an der Cornell University, anschließend an der Duke University. Seit 1991 ist er Inhaber des Lehrstuhls für Afro-Amerikanische Studien und Professor für Englische Amerikanische Literatur sowie Direktor des W.E.B. Du Bois Institute for African and African American Research in Harvard.
Für seine Forschungen über die Kultur der Afroamerikaner hat er zahlreiche Auszeichnungen erhalten. Gates ist Mitglied vieler akademischer Gremien und Kulturinstitute. Er hat an verschiedenen Filmen als Autor, Berater oder Moderator mitgewirkt. 1981 war er MacArthur Fellow. Er wurde 1993 in die American Academy of Arts and Sciences, 1995 in die American Philosophical Society, 1999 in die American Academy of Arts and Letters und 2021 in die British Academy gewählt.

## Cambridge Police Incident

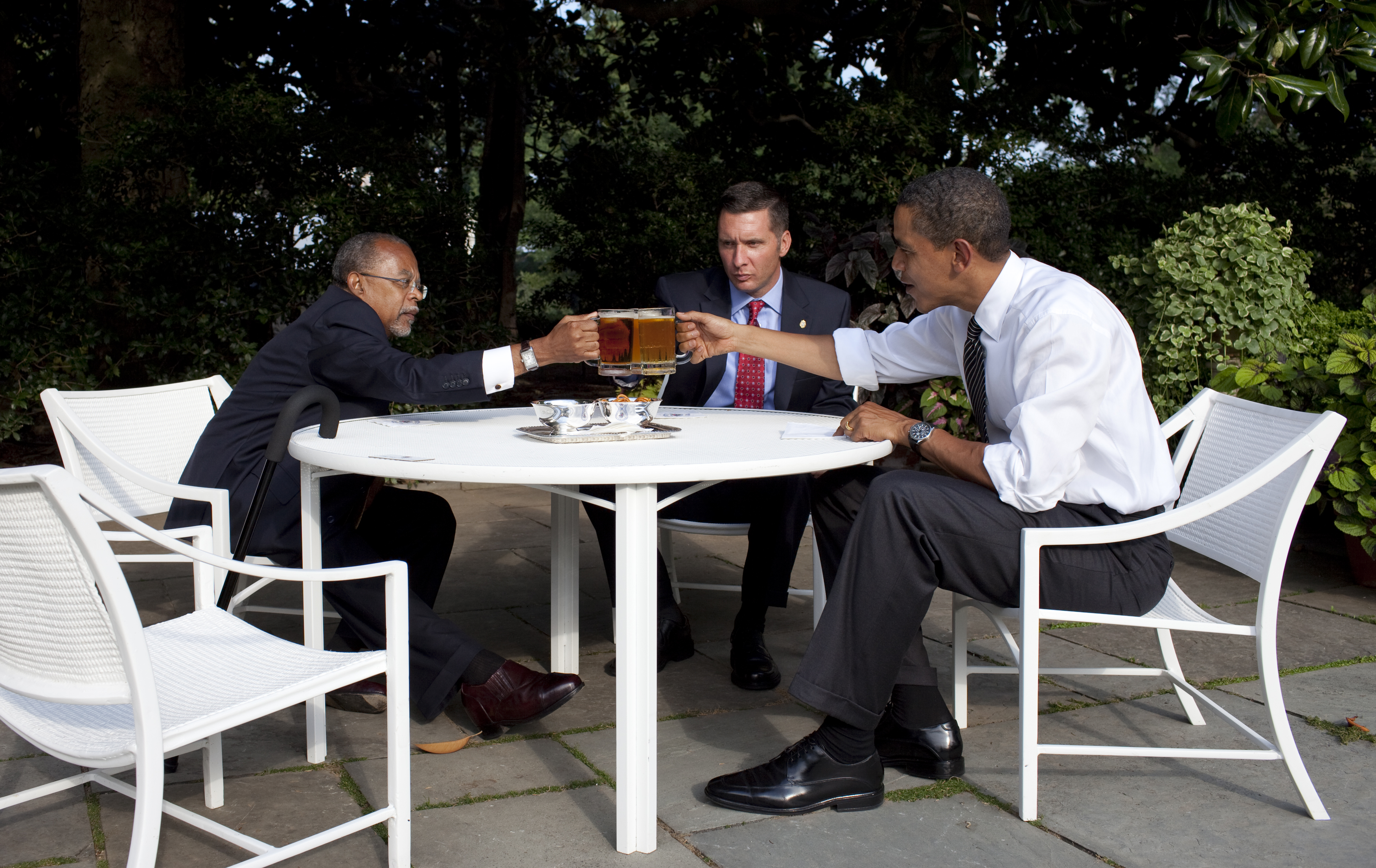
Henry Louis Gates, James Crowley und Barack Obama bei ihrem Treffen am 30. Juli 2009

Mediale Aufmerksamkeit erreichte Gates mit dem sogenannten Cambridge Police Incident am 16. Juli 2009. Bei seiner Rückkehr von einer Reise klemmte die Tür seines Hauses, sodass er mit einem Taxifahrer – ebenfalls ein Schwarzer – an der Tür rütteln musste. Dies veranlasste Nachbarn dazu, die Polizei zu rufen. Was nach dem Eintreffen des Polizisten geschah, ist umstritten. Im Polizeibericht heißt es, Gates sei wegen Widerstandes gegen die Staatsgewalt verhaftet worden, nachdem er laut und ausfällig wurde. Unter anderem soll er den Polizisten beschuldigt haben, ihn zu verhaften, weil er schwarz ist. US-Präsident Barack Obama, der persönlich mit Gates befreundet ist, kritisierte zunächst das Verhalten der Polizei. Am 25. Juli 2009 entschuldigte Obama sich in einer Pressekonferenz für seine Kritik und räumte ein, dass er sich anders hätte ausdrücken müssen. Er lud Gates und den Polizisten, der diesen festgenommen hatte, zu einem Versöhnungsgespräch ins Weiße Haus ein, das am 30. Juli stattfand.

## Veröffentlichungen
- als Herausgeber: The classic slave narratives. Mentor, New York 1987, ISBN 0-451-62726-1.
- Farbige Zeiten. Eine Jugend in Amerika. Diogenes, Zürich 1997, ISBN 3-257-06149-8.
- Das Geheimnis des Anatole Broyard (= Literaturen. 2001, 7/8, Special, ISSN 1616-3451). Friedrich-Berlin-Verlags-Gesellschaft, Berlin 2001.
- Dictionary of African Biography. 1. Auflage. Band 1 bis 6. Oxford University Press, New York 2012, ISBN 978-0-19-538207-5; zusammen mit Emmanuel K. Akyeampong
- The Black Box: Writing the Race. Penguin, New York 2024, ISBN 978-0-593-29978-4.